# Види під загрозою вимирання

Охоронні категорії МСОП

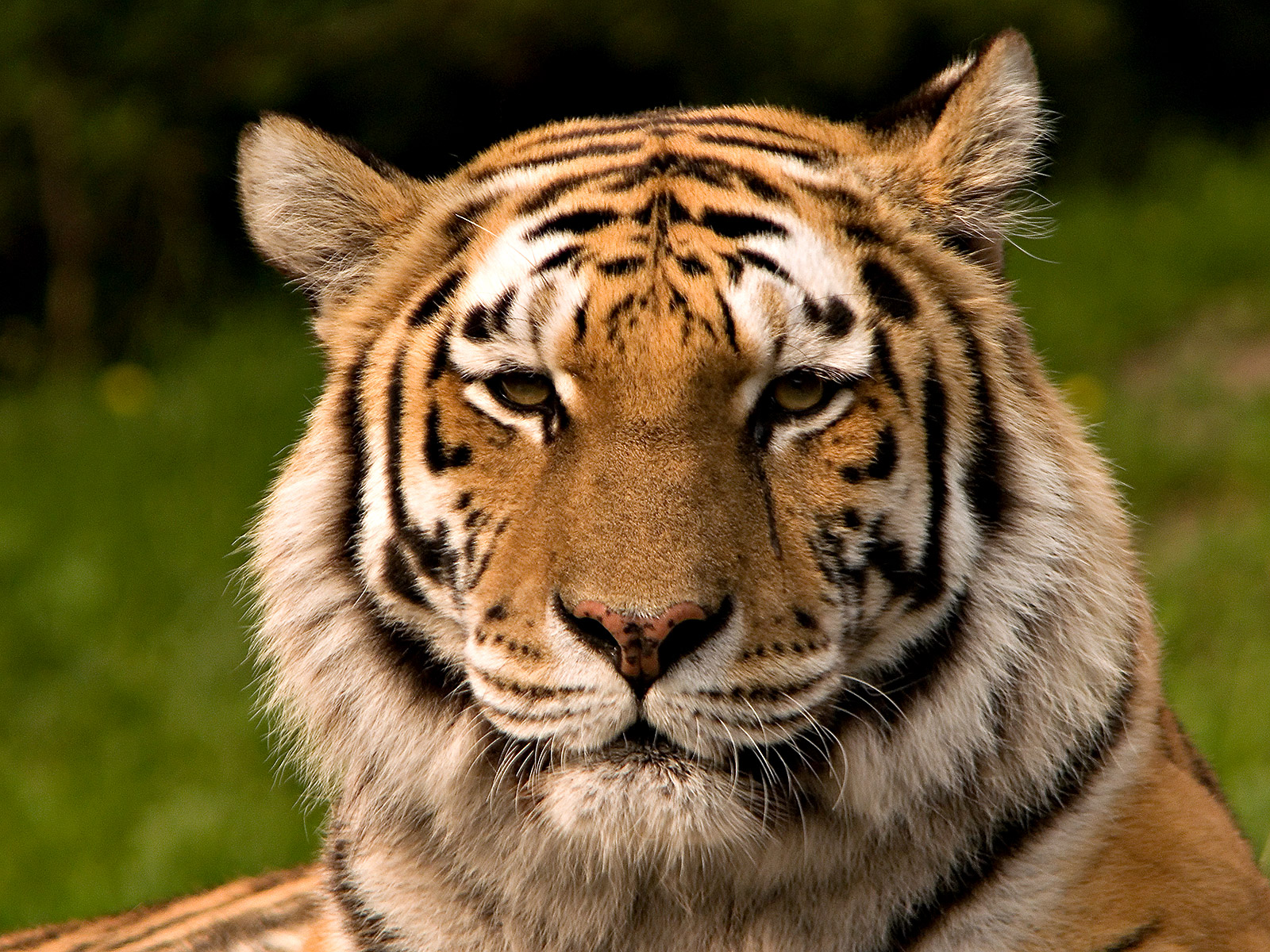
Сибірський тигр, підвид тигра. Тигри — вид тварини, що вимирає, а сибірський тигр перебуває під критичною загрозою.

Види під загрозою вимирання (англ. endangered species - EN) — біологічні види, які є під загрозою вимирання через свою малу чисельність або певні чинники довкілля.
Напіввимерлий вид — зазвичай таксономічний вид, але може бути й іншою еволюційно вагомою одиницею, наприклад, підвидом. Міжнародний союз охорони природи (МСОП) визначає відсоток видів, які вимирають, приблизно 40 % від усіх організмів, опираючись на різноманітність видів, відомих до 2006 року (МСОП збирає дані про всі види, схильні до вимирання в тому або іншому ступені).
Раніше про це люди практично не турбувалися, вбиваючи стільки тварин, скільки потрібно було для їжі, шкур та маси інших ресурсів, одержуваних із тварин. З розростанням населення та торгівлі кількість зростала, що неодноразово призводило до вимирання деяких видів. Лише до середини XVI століття люди почали турбуватися про те, що часом мисливські угіддя пустують, і саме тоді почали вводитися перші обмеження на полювання. Однак така заборона має іншу мету — продовження полювання після відновлення чисельності звіра. А перші ж заборони, що забороняють полювання та інше винищення тварин, народилися й зовсім не раніше кінця XIX століття, коли навіть у самій Європі почали зникати деякі види - майже вимерли зубри, ще в 1627 зник тур, і зникав тарпан, який вимер 1918 року.
У багатьох країнах є закони, які забезпечують захист цим видам: наприклад, заборона на полювання, обмеження, освоєння земель або створення природоохоронних територій. Фактично лише небагато видів, які піддаються загрозі вимирання, дістають юридичний захист.
Більшість видів вимирають або близькі до вимирання, так і не отримавши відгуку в суспільстві. Велика кількість видів, вимерлих протягом минулих 150 років, є причиною для неспокою. Поточні темпи вимирання в 10—100 разів вищі, ніж у будь-який з попередніх періодів масового вимирання в історії Землі. Якщо ці темпи вимирання не зміняться або прискоряться, то число видів, що вимирають, у наступному десятилітті можна буде обчислити в мільйонах. Тоді як більшість людей з готовністю відгукуються на загрозу вимирання окремих ссавців або птахів, найзначнішою екологічною проблемою є загроза стабільності цілих екосистем за умови, що ключові види зникнуть на будь-якому рівні харчового ланцюга.

## Критерії категорії «Перебуває під загрозою вимирання»
Термін «вимираючий вид» (англ. endangered — EN) — одна з категорій класифікації видів, що знаходяться під загрозою зникнення, опублікована МСОП і широко прийнята для використання в Червоних книгах і списках різного рівня та обсягу. До цієї категорії належать види, які перебувають під високим ризиком зникнення в дикій природі та відповідають хоча б одному із суворо визначених критеріїв, що стосуються ареалу, чисельності та динаміки популяції.
Критерії віднесення до зникаючих видів (EN — endangered):
A.
Скорочення чисельності за наявності будь-яких з таких умов (1-4):
1. На основі спостережень, експертних оцінок, висновків або припущень встановлено, що скорочення чисельності не менше ніж на 70 % відбувалося за останні 10 років або 3 покоління, що більше за тривалістю. При цьому причини такого скорочення, будучи цілком оборотними і з'ясовними, вже усунені. Це визначається на підставі будь-яких з таких показників (a — e):
a. прямого спостереження
b. індексу великої кількості, прийнятної для таксона
c. скорочення області поширення, області мешкання і/або якості місця існування
d. реального або потенційного рівня експлуатації
e. впливу інтродуцентів, гібридизації, патогенів, полютантів, конкурентів або паразитів.
2. На основі спостережень, експертних оцінок, висновків або припущень встановлено, що скорочення чисельності не менше ніж на 50 % відбувалося за останні 10 років або 3 покоління, що більше за тривалістю. При цьому саме скорочення або його причини можуть бути ще не усунені, або не з'ясовні, або незворотні. Це визначається на підставі будь-яких з показників (а-е) A1.
3. На основі прогнозів або припущень встановлено, що скорочення чисельності не менше ніж на 50 % буде відбуватися за подальші 10 років або 3 покоління, що більше за тривалістю (максимально до 100 років). Це визначається на підставі будь-яких показників з (b-е) A1.
4. На основі спостережень, експертних оцінок, висновків, прогнозів або припущень встановлено, що скорочення чисельності не менше ніж на 50 % відбувалося і відбуватиметься за часовий період, що включає минуле і майбутнє, а саме — за будь-які 10 років або 3 покоління, що більше за тривалістю (максимально до 100 років в майбутньому). При цьому саме скорочення або його причини можуть бути ще не усунені, або не з'ясовні, або незворотні. Це визначається на підставі будь-яких показників з (a — e) A1.
B.
Обмеження ареалу за наявності будь-якої з таких умов (1-2) :
1. На основі експертних оцінок встановлено, що область поширення становить менш ніж 5000 км2 за наявності принаймні будь-яких двох з таких умов (a — c) :
a. Вона сильно фрагментована або складається не більше ніж з 5 локалітетів.
b. На основі спостережень, висновків або прогнозів встановлено тривале зниження будь-яких з таких показників:
(i) області поширення
(ii) області мешкання
(iii) площі, протяжності і/або якості місця існування
(iv) кількості локалітетів або популяцій
(v) кількості статевозрілих особин.
c. Екстремальні флуктуації будь-яких з таких показників:
(i) області поширення
(ii) області мешкання
(iii) кількості локалітетів або популяцій
(iv) кількості статевозрілих особин.
2. На основі експертних оцінок встановлено, що область мешкання складає менш ніж 500 км2 за наявності, принаймні, будь-яких двох з таких умов (a — c) :
a. Вона сильно фрагментована або складається не більше ніж з 5 локалітетів.
b. На основі спостережень, висновків або прогнозів встановлено тривале зниження будь-яких з таких показників:
(i) області поширення
(ii) області мешкання
(iii) площі, протяжності і/або якості місця існування
(iv) кількості локалітетів або популяцій
(v) кількості статевозрілих особин.
c. Екстремальні флуктуації будь-яких з таких показників:
(i) області поширення
(ii) області мешкання
(iii) кількості локалітетів або популяцій
(iv) кількості статевозрілих особин.
C.
Обмеження чисельності, коли на основі експертних оцінок встановлено, що чисельність становить менш ніж 2500 дорослих особин за наявності будь-яких з таких умов (1-2):
1. На основі експертних оцінок встановлено тривале зниження чисельності не менше ніж на 20 % за 5 років або 2 покоління, що більше за тривалістю (максимально до 100 років в майбутньому).
2. На основі спостережень, висновків або прогнозів встановлено тривале зниження чисельності за наявності будь-якої з таких умов (a — b):
a. Структура популяцій у вигляді одного з таких:
(i) на основі експертних оцінок встановлено, що не існує популяцій, які складаються більш ніж з 250 статевозрілих особин.
(ii) не менше 95 % статевозрілих особин перебувають в одній популяції.
b. Екстремальні коливання кількості статевозрілих особин.
D.
Сильне обмеження чисельності, коли на основі експертних оцінок встановлено, що чисельність складає менше ніж 250 дорослих особин.
Е.
Кількісний аналіз показує не менше 20 % ймовірності зникнення таксона в дикій природі за 20 років або 5 поколінь, що більше за тривалістю (максимально до 100 років).

## Проблеми вимирання

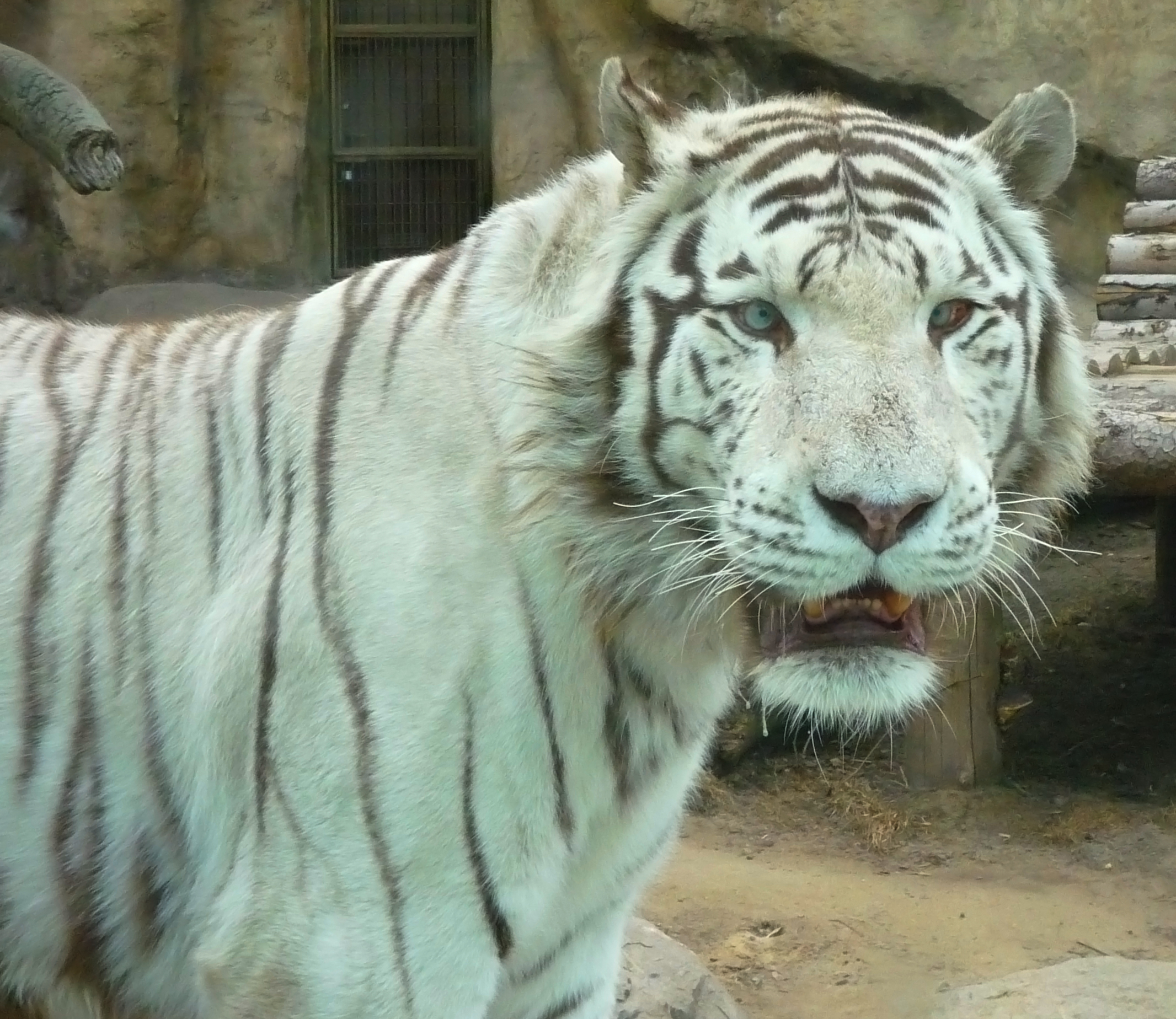
Білий тигр

Існує щонайменше чотири причини для занепокоєння щодо вимирання видів:
1. Зникнення видів як біологічних сутностей;
2. Дестабілізація екосистем;
3. Загроза інших видів;
4. Втрата незамінного генетичного матеріалу.

Зникнення видів є найважливішим чинником і як зменшення багатства природи, і як моральна проблема для тих, хто вірить, що люди зобов'язані зберігати природне довкілля (також як і для тих, хто вважає, що види тварин мають юридичні права).
Дестабілізація стає добре зрозумілою, коли ланка харчового ланцюга зникає з екосистеми. Коли один вид зникає, дуже часто виникають популяційні зміни чисельності у вторинних видах. Може виникнути ситуація, коли в екосистемі відбудуться сильні незворотні зміни.
Четверта причина є більш тонкою, але, можливо, це найважливіший пункт для людства. Кожен вид несе унікальний генетичний матеріал у своїй ДНК, і особини кожного виду виробляють унікальні хімічні сполуки згідно з генетичними інструкціями, закладеними у них. Наприклад, в долинах центрального Китаю, виростає солодкий полин, папоротеподібна рослина, яка є єдиним джерелом артемізинину — препарату, який майже на 100 відсотків ефективний проти малярії (Jonietz, 2006). Якби ця рослина зникла, то контроль над малярією (навіть на сьогодні небезпечною хворобою), зменшився б. Є безліч інших прикладів хімічних сполук, які є унікальними для певних видів. Число ще не відкритих сполук, які можуть зникнути в результаті вимирання видів, не може бути визначене, але це причина, що викликає багато суперечок, і, без сумніву, досить важлива.
Хоча вимирання може бути природним результатом природного відбору (приклад, масове вимирання видів у голоцені), проте сучасний період вимирання унікальний. Попередні періоди були викликані фізичними причинами, такими як зіткнення з небесними тілами, рух тектонічних плит, висока вулканічна активність, зміна клімату. Поточний період вимирання викликаний людьми та почався приблизно 100 000 років тому з розселенням людей по планеті. Входячи в контакт з новими для них екосистемами, які раніше ніколи не відчували людської присутності, люди руйнували екологічний баланс, полюючи, руйнуючи довкілля й розносячи хвороби. Період від 100 000 років тому до 10 000 років тому названий «першою фазою» шостого періоду вимирання.
Друга фаза періоду почалася приблизно 10 000 років тому з появою сільського господарства. Люди почали процес одомашнення тварин. Таким чином, люди стали першим видом, здатним жити, при цьому помітно змінюючи історично сформовані екосистеми. Маючи здатність жити за межами місцевої екосистеми, люди були вільні від обмежень максимальної чисельності популяції й перенаселяти їх, створюючи велику напругу для довкілля і здійснюючи руйнівні дії, необхідні для ще більшого приросту населення. Сьогодні ці дії включають вирубку тропічних лісів, знищення коралових рифів, інші руйнування середовищ існування, надмірну експлуатацію видів, ввезення чужих, не характерних видів в екосистеми, забруднення ґрунту, парниковий ефект.
Іноді зникнення видів відбувається за лічені десятиліття — наприклад, Стеллерова корова через хижацьке полювання на смачне м'ясо повністю зникла менш ніж за тридцять років.

## Охоронний статус
Охоронний статус виду є індикатором достовірності того, що даний вид продовжить своє існування в майбутньому. При присвоєнні категорії охоронного статусу до уваги беруться багато чинників: не тільки кількість існуючих представників виду, але також і тенденції зміни чисельності (скорочення або збільшення), ступінь успішності розмноження, нормальна кількість особин цього виду в екосистемах, де він живе, відомі фактори небезпеки, а також фактори, які сприяють виживанню виду тощо.
За оцінками, понад 50 % світових видів знаходяться під загрозою зникнення, але межу між такими категоріями, як «зникаючі», «рідкісні» або «локально вимерлі» види, часто важко провести, враховуючи загальну недостатність даних про більшість з них. Особливо це стосується Світового океану, де зникаючі види, яких не бачили десятиліттями, можуть непомітно зникнути.
На міжнародному рівні 195 країн підписали угоду про створення планів дій зі збереження біорізноманіття, які захищатимуть зникаючі та інші види, що перебувають під загрозою зникнення.

### Червона книга МСОП

Види під загрозою вимирання в Червоній книзі МСОП відносяться до специфічної категорії «видів під загрозою вимирання», а також можуть бути частиною категорії «видів у небезпеці».

Найбільш всебічною довідковою системою з питання охоронного статусу видів на Землі є Червона книга МСОП. У ній з урахуванням як вищезгаданих загальних факторів, так і індивідуальних особливостей, характерних для кожного виду, види розподілені на 9 категорій:
- Зниклий (Extinct, EX)
- Зниклий у природі (Extinct in the Wild, EW)
- Перебуває під критичною загрозою (Critically Endangered, CR)
- Перебуває під загрозою (Endangered, EN)
- Уразливий (Vulnerable, VU)
- Близький до загрози вимирання (Near Threatened, NT)
- Перебуває під невеликою загрозою (Least Concern, LC)
- Відомості недостатні (Data Deficient, DD)
- Недосліджений (Not Evaluated, NE)

До переліку зниклих видів відносять ті з них, які зникли після 1500 року.
Ще однією системою класифікації видів, що перебувають під загрозою вимирання, є класифікація CITES (англ. Convention on International Trade in Endangered Species of Wild Fauna and Flora), яка розроблена для запобігання міжнародної торгівлі видами у формі, яка може загрожувати їхньому існуванню.

## Протиріччя
Деякі закони про загрожені види спірні. Типові області для суперечки: критерії, що застосовуються при оцінці для переміщення виду в список видів під загрозою вимирання; критерії, які використовуються для оцінки необхідності видалення виду з цього списку, якщо його популяція відновилася; чи необхідно обмеження на освоєння земель на державному рівні; чи потрібно виплачувати при цьому компенсацію приватним землевласникам; знаходження розумних винятків до законів про захист.
Часто трапляється, що бувши внесеним у Червону книгу, вид стає ще бажанішим об'єктом для колекціонерів і браконьєрів.
Іншою проблемою при внесенні виду в Червону книгу стає ефект, який полягає в тому, що землевласник, який переживає втрату вартості своїх земель, може тихо вбити й тим самим позбутися від тварин, або зруйнувати їхнє середовище проживання, таким чином позбуваючись «проблеми» на своїх землях.

## Галерея
|                                      |
| Лисиця острівна (Urocyon littoralis) |

|                        |
| Калан (Enhydra lutris) |

|                                   |
| Бізон американський (Bison bison) |

|                                                 |
| Кондор каліфонійський (Gymnogyps californianus) |

|                            |
| Лоґергед (Caretta caretta) |

|                                                |
| Склеропаг малайзійський (Scleropages formosus) |

|                                                                                    |
| Іспанська рись (Lynx pardinus), ссавець Європи, якому найбільше загрожує вимирання |

|           |
| Кит синій |

|                |
| Кедр атласький |

|                       |
| Mammillaria crucigera |

|                       |
| Траунштейнера куляста |

|                     |
| Гімнокаліціум голий |

|                     |
| Ceratozamia robusta |

|                |
| Aloe dorotheae |

|                  |
| Cycas taiwaniana |

|                |
| Сосна білокора |